# Orinocosa stirlingae
Orinocosa stirlingae là một loài nhện trong họ Lycosidae.
Loài này thuộc chi Orinocosa. Orinocosa stirlingae được Henry Roughton Hogg miêu tả năm 1905.